# Pangrapta transducta
Pangrapta transducta là một loài bướm đêm trong họ Erebidae.